# (2609) Кирил-Мефодий
(2609) Кирил-Мефодий (лат. Kiril-Metodi) — типичный астероид главного пояса, открыт 9 августа 1978 года советскими астрономами Людмилой и Николаем Черных в Крымской астрофизической обсерватории и 28 марта 1983 года назван в честь Кирилла и Мефодия.

## Обнаружение и именование
(2609) Кирил-Мефодий
Открыт 9 августа 1978 года в Научном Л. И. Черных и Н. С. Черных.
Назван в честь "апостолов славян" братьев Кирилла (827—869) и Мефодия (815—885) — великих славянских просветителей, которым обычно приписывают создание славянского алфавита.
Оригинальный текст (англ.)2609 Kiril-Metodi
Discovered 1978-08-09 by Chernykh, L. and Chernykh, N. at Nauchnyj.
Named for the brothers Kiril (827—869) and Metodi (815—885), also known as Cyril and Methodius, 'the apostles of the Slavs', great Slavic enlighten- ers, generally credited with the creation of the Slavic alphabet.
Источники: DISCOVERY.DB; M.P.C. 7785.

## Орбита

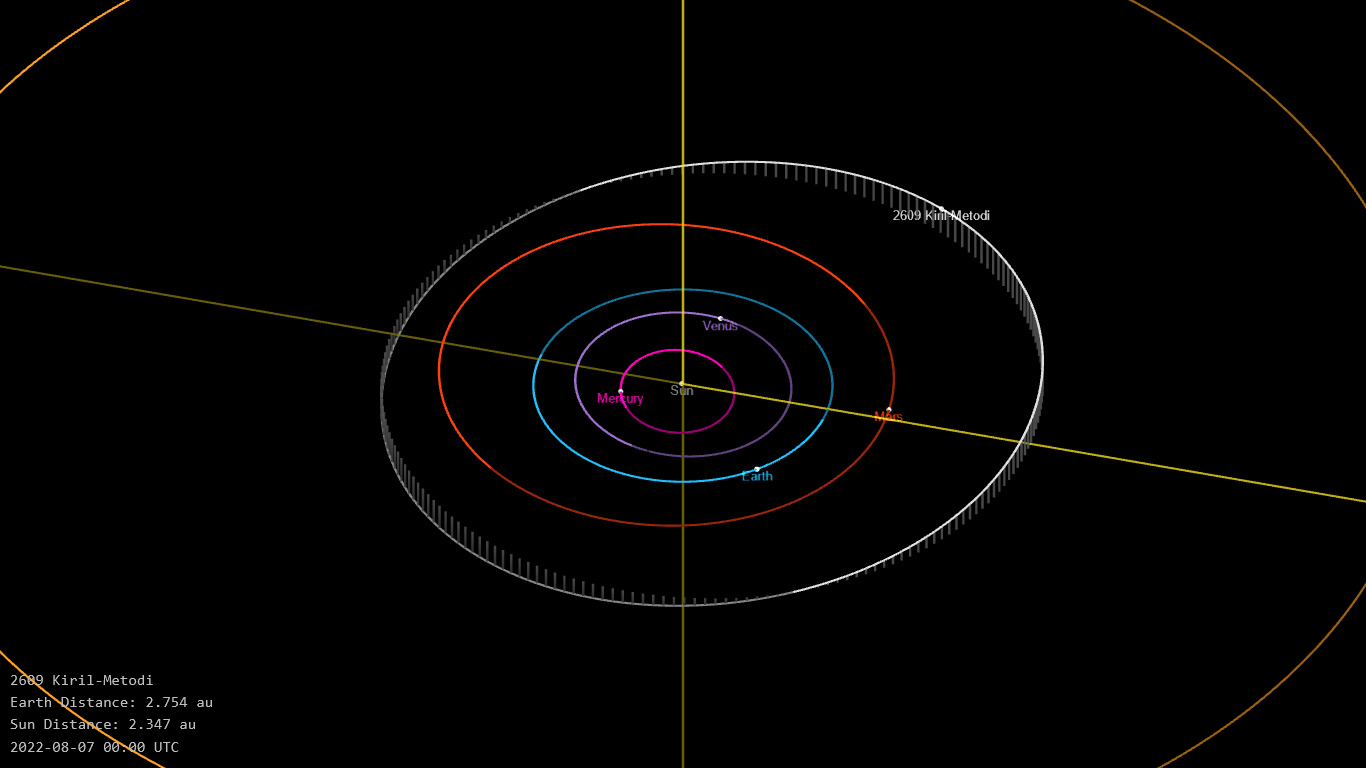
Орбита астероида Кирил-Мефодий и его положение в Солнечной системе

## Физические характеристики
Астероид относится к таксономическому классу S.
По результатам наблюдений в видимом и ближнем инфракрасном диапазоне космического телескопа NEOWISE диаметр астероида сначала оценивался равным 5,827±0,048 км, позже — 7,31±1,56 км и 5,626±0,114 км. Согласно тем же источникам альбедо оценивается как 0,2496±0,0454, 0,19±0,10 и 0,267±0,058.